# Baranowski (herb szlachecki)
Baranowski – polski herb szlachecki, nadany w zaborze austriackim.

## Opis herbu
Na tarczy dzielonej w pas w polu górnym, srebrnym, pół orła czerwonego. W polu dolnym, błękitnym, dolne pół koła zębatego, srebrnego. Klejnot: Trzy pióra strusie, srebrne między błękitnymi. Labry błękitne, podbite srebrem.

## Najwcześniejsze wzmianki
Nadany prezydentowi Krakowskiej Izby handlowej Teodorowi Baranowskiemu razem z pierwszym stopniem szlachectwa (Edler von) i przydomkiem von Zgoda w Galicji 5 listopada 1887 roku.

## Herbowni
Baranowski.